# Graitschen bei Bürgel
Graitschen bei Bürgel est une commune allemande de l'arrondissement de Saale-Holzland, Land de Thuringe.

## Géographie
Graitschen se situe dans la vallée de la Gleise, au pied du Alter Gleisberg.
|                    | Tautenburg            |         |
| Löberschütz        | Graitschen bei Bürgel | Poxdorf |
| Bürgel Jenalöbnitz | Nausnitz              |         |

## Histoire
Graitschen est mentionné pour la première fois en 1146.
Sur une plaque à l'entrée du cimetière et avec un rocher à côté de leurs tombes depuis 1975, se trouvent deux travailleurs forcés polonais tués par la Gestapo. Une trentaine de travailleurs forcés polonais ou français étaient dans l'agriculture ou la sylviculture.

## Source de la traduction
- (de) Cet article est partiellement ou en totalité issu de l’article de Wikipédia en allemand intitulé « Graitschen bei Bürgel » (voir la liste des auteurs).